# Nokszaphjong állomás
Nokszaphjong (Noksapyeong) állomás a szöuli metró 6-os vonalának állomása, mely Szöul Jongszan-ku (Yongsan-gu) kerületében található. Az ötszintes állomás építészetileg is érdekes, üvegkupolán keresztül jut be a fény. Megnyitása után néhány évig ingyenesen lehetett itt esküvőket tartani.

## Viszonylatok
| 6-os vonal                                | 6-os vonal | 6-os vonal                            |
| ----------------------------------------- | ---------- | ------------------------------------- |
| Szamgakcsi (Samgakji) Ungam (Eungam) felé | 6-os vonal | Ithevon (Itaewon) Sinne (Sinnae) felé |